# زاك بوتير
زاك بوتير (بالإنجليزية: Zach Potter)‏ هو لاعب كرة قدم أمريكية أمريكي، ولد في 4 مايو 1986 في أوماها في الولايات المتحدة.

## وصلات خارجية
- زاك بوتير على موقع مرجع كرة القدم المحترفة.كوم (الإنجليزية)